# 동키콩 3

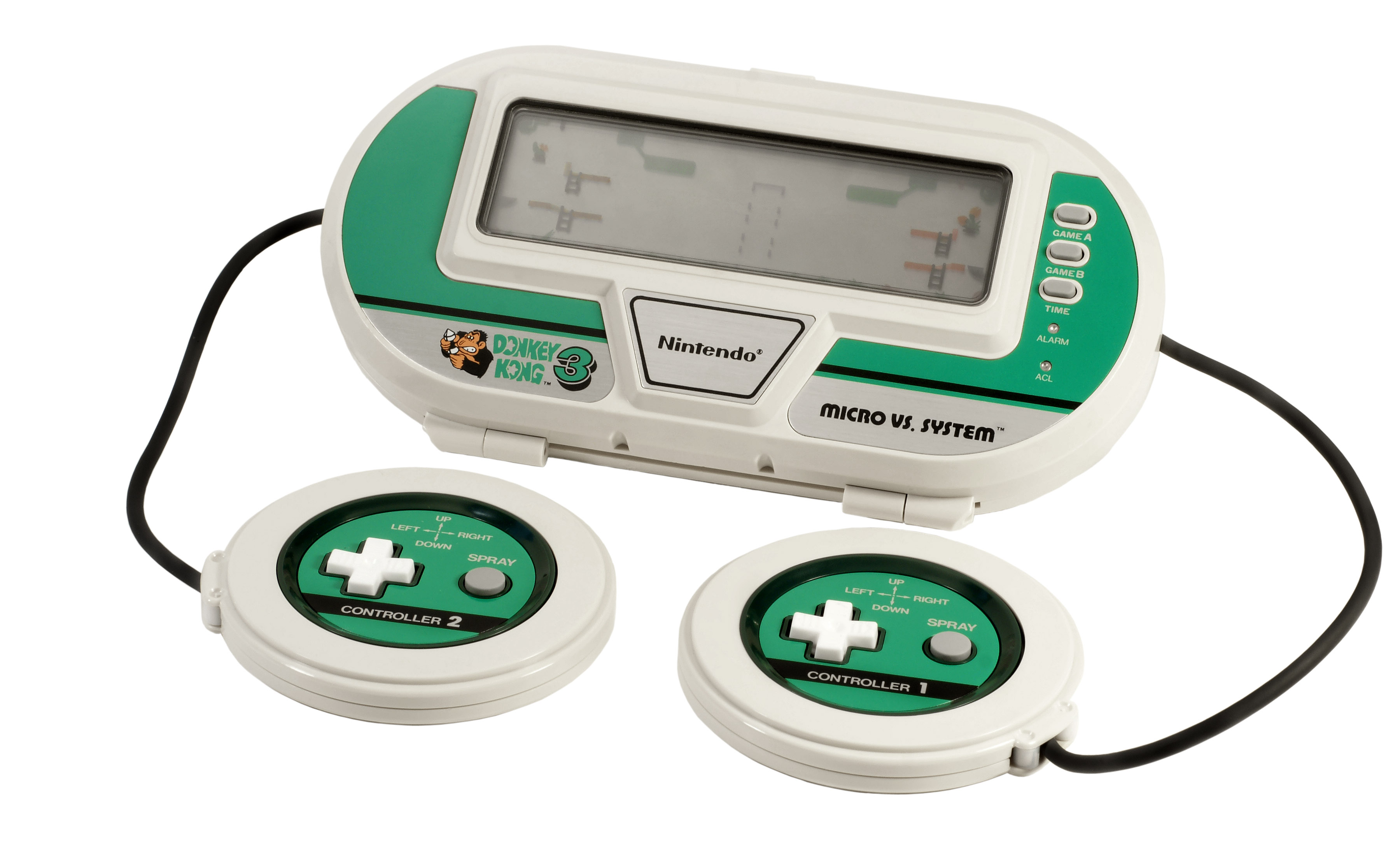

동키콩 3(Donkey Kong 3, 일본어: ドンキーコング3)은 닌텐도의 동키콩 시리즈 중 3번째 비디오 게임이다. 1983년 아케이드용으로, 1984년 패밀리 컴퓨터용으로 전 세계에 출시되었으며 1986년 닌텐도 엔터테인먼트 시스템(NES)용으로 북아메리카에서 출시되었다. 게임플레이는 전작의 동키콩 게임들과는 구별되는데, 주로 슈팅 게임의 성격을 띄며 마리오 대신 스탠리(Stanley)라는 이름의 해충 구제업자가 주연으로 출연한다.
Wii 버추얼 콘솔용으로 북아메리카에서 2008년 7월 14일, 유럽에서 2009년 1월 9일 재출시되었다.

## List of Mario Games
- Super Mario Bros. 1-3 (1985-1987)
- Donkey Kong 1-3 (1981-1983)
- Mario Bros. (1983)
- Mario Sports (1984)
- Super Mario World 1-2 (1990-1995)
- Donkey Kong Country 1-2 (1990-1995)